# Све џаба
Све џаба је хрватско-српско-босански филм снимљен 2006. године у режији Антониа Нуића, који је написао и сценарио.

## Кратак садржај
Горан (Ракан Рушаидат) је 30-годишњак из босанске касабе, који је кроз рат прошао релативно „неоштећен“. Живи од породичног иметка, дане проводећи пијанчећи с јаранима. У кући коју је наследио од родитеља живи са њим и његов најбољи пријатељ Миро који је у рату остао без обје руке. Други Горанов пријатељ, Јосип, води конфузни живот провинцијског подузетника. Њих тројица су редовни гости у биртији основношколског пријатеља Марка.
Кад Марко сазна да га жена вара с Јосипом, убије Јосипа и Миру, а Горан, оставши без смисла у животу, продаје кућу и одлази у непознато. 
Горан одлучи да остави алкохол, прода све што има, па иде од града до града, делећи бесплатно људима пиће.
На жељезничкој станици сусреће старца Фару који у својој малој покретној биртији доживи инфаркт. Горан му помаже и након разговара с њим одлучи купити ту биртију и радити с њом, али на свој начин - све ће дијелити џаба.  Он сам одлучи не пити и не задржавати се ни у једном граду дуже од једног дана.
Наравно да натпис „све џаба“ изазива сумњу свуда, но, глас се брзо шири, па Горан постаје радо виђен. У једној од вароши упознаје лепу Мају (Наташа Јањић), заљубљује се, али уместо да му све сад легне на место, хвата се поново за чашу...

## Улоге
| Глумац                | Улога               |
| --------------------- | ------------------- |
| Ракан Рушаидат        | Горан               |
| Наташа Јањић          | Маја                |
| Емир Хаџихафизбеговић | Љубо                |
| Фрањо Дијак           | Јосип               |
| Бојан Навојец         | Миро                |
| Енис Бешлагић         | Марко               |
| Сергеј Трифуновић     | Складиштар          |
| Дарија Лоренци        | Марија              |
| Перо Квргић           | Цицо                |
| Алмир Курт            | Меха                |
| Вања Драх             | Фара                |
| Боро Стјепановић      | Економиста          |
| Јосип Пејаковић       | Брко                |
| Нермин Тулић          | Алија               |
| Јасна Жалица          | Спавачева жена      |
| Саша Петровић         | Рецепционер         |
| Ванеса Глођо          | Сања                |
| Ермин Сијамија        | Шминкер             |
| Моамер Кашумовић      | Мршави              |
| Мирсад Тука           | Полицајац           |
| Мирај Грбић           | Рођо                |
| Албан Укај            | Разбијач 1          |
| Амер Исановић         | Разбијач 2          |
| Исмет Багташевић      | Директор            |
| Саџида Шетић          | Рецепционерова жена |
| Адмир Алмић           | Вођа снимања        |
| Долорес Додик         | Ћерка               |
| Емира Хоџић           | Љубавница           |
| Владо Јокановић       | Мијо                |
| Младен Марјановић     | Свештеник           |
| Аднан Пилав           | Син                 |
| Емир Рожајац          | Дечак               |

## Специјални гост
- Богдан Диклић - Спавач

## Награде
Филм је 2006. године на Пула филм фестивалу освојио три Златне арене, за најбољи филм, режију и сценаријо. Исте године је освојио и награду Срце Сарајева за најбољу мушку улогу на Сарајево Филм Фестивалу 2006.
Фестивал новог ауторског филма у Београду 2006. године - Посебна награда жирија.
Bergamo Film Meeting 2007. године – награда Bronze Rosa Camuna.